# 滇缅崖豆藤
滇缅崖豆藤（学名：Millettia dorwardi）为豆科崖豆藤属的植物。分布于缅甸以及中国大陆的贵州、云南等地，生长于海拔800米至1,500米的地区，一般生长在山坡杂木林中，目前尚未由人工引种栽培。